# جون جاي كيلي (عسكري)
جون جاي كيلي (بالإنجليزية: John J. Kelly)‏ هو عسكري أمريكي، ولد في 24 يونيو 1898 في شيكاغو في الولايات المتحدة، وتوفي في 20 نوفمبر 1957 في إلينوي في الولايات المتحدة.